# Pierre van Hooijdonk
Pierre van Hooijdonk, född 29 november 1969 i Steenbergen, är en nederländsk före detta fotbollsspelare, anfallare.
Pierre van Hooijdonk hade sitt bästa år då han var den lysande stjärnan i det Feyenoord som 2002 vann UEFA-cupen, klubbens första internationella titel sedan 1970-talet. Pierre van Hooijdonk avgjorde då ett antal matcher, bland annat med två mål i finalen. Pierre van Hooijdonk har representerat ett antal olika klubbar och var under flera år en del av Nederländernas fotbollslandslag, för vilket han gjorde 14 mål på 46 matcher.

## Meriter
- Skotska cupen: 1995
- Årets spelare i Nederländerna 2002
- UEFA-cupmästare: 2002
- EM i fotboll: 2004
  - EM-semifinal 2004
- Süper Lig: 2004, 2005